# FC 폴리샤 지토미르
FC 폴리샤 지토미르(우크라이나어: Футбольний клуб «Полісся» Житомир, Football Club Polissya Zhytomyr)는 우크라이나의 축구 클럽으로, 지토미르를 연고로 하고 있다. 현재 우크라이나의 최상위 리그인 우크라이나 프리미어리그에 참가하고 있다.

## 우승 경력
- 페르샤 리하

● 우승 (1): 2022-23
- 우크라이나 SSR 풋볼 챔피언십

● 우승 (1): 1967
● 준우승 (2): 1973, 1975
- 우크라이나 SSR 풋볼 컵

● 우승 (2): 1972, 1990
● 준우승 (1): 1974
- 지토미르주 리그

● 우승 (1): 1958